# Morpho subrosenbergi
Morpho subrosenbergi är en fjärilsart som beskrevs av Le Moult 1931. Morpho subrosenbergi ingår i släktet Morpho och familjen praktfjärilar. Inga underarter finns listade i Catalogue of Life.